# Suchá

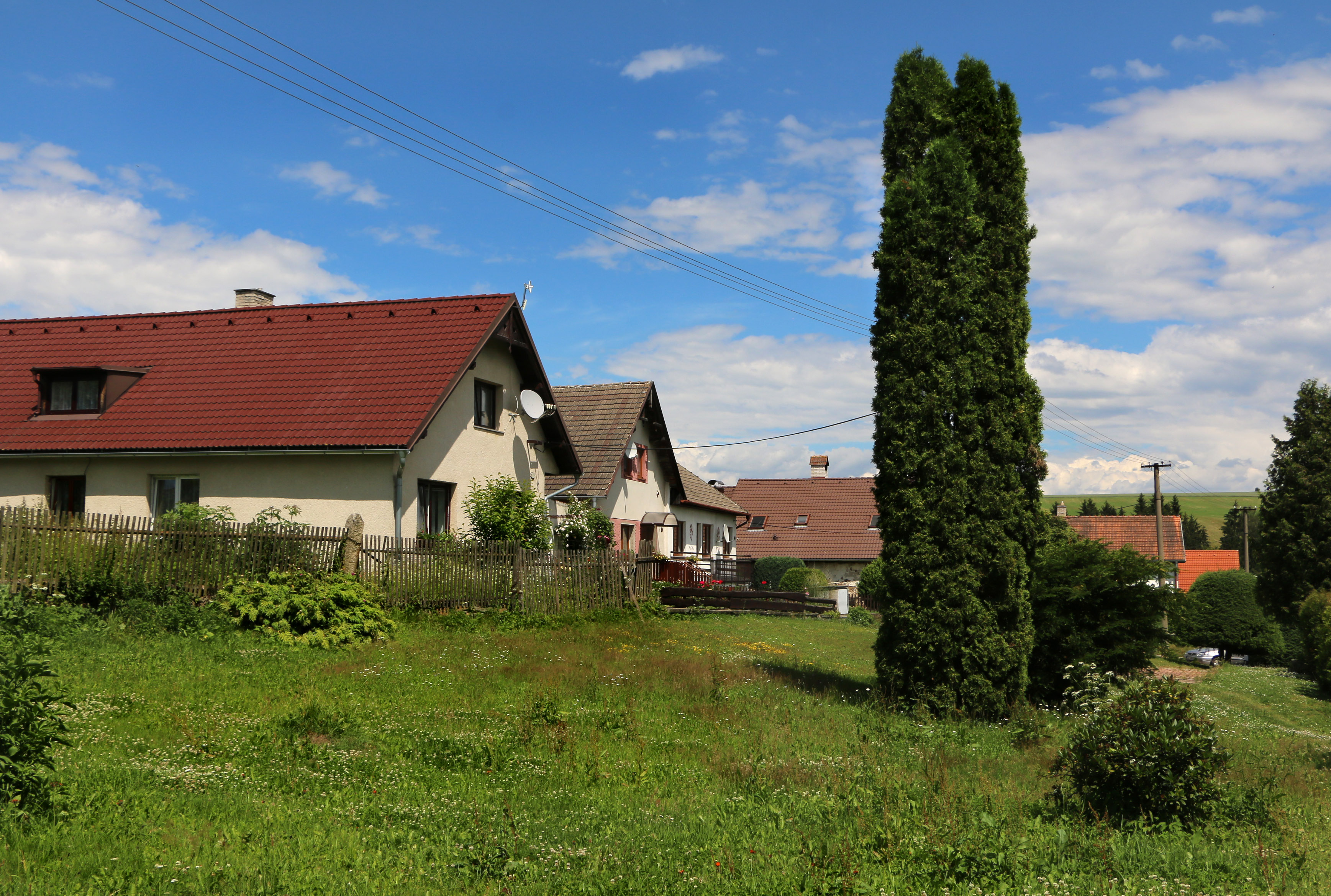
Der Dorfplatz

Suchá (deutsch Dürre) ist eine Gemeinde in Tschechien. Sie liegt zwölf Kilometer südlich von Jihlava und gehört zum Okres Jihlava.

## Geographie
Suchá befindet sich am linken Ufer der Jihlávka in der Brtnická vrchovina, einem Teil der Böhmisch-Mährischen Höhe. Durch Suchá verläuft die E 59/ I/38 zwischen Jihlava und Znojmo. Nördlich erhebt sich die Suchá (633 m) und im Osten der Sokolíčko (666 m).
Nachbarorte sind Loučky, Beranovec, Vílanec und Cerekvička im Norden, Rosice und Uhřínovice im Nordosten, Brtnice und Sokolíčko im Osten, Jestřebí, Víska, Kněžice, Brodce und Aleje im Südosten, Prostředkovice und Otín im Süden, Stajiště, Hodice und Pouště im Südwesten, Třešť und Zadní Poušť im Westen sowie Jezdovice und Salavice im Nordwesten.

## Geschichte
Die erste urkundliche Erwähnung von Suchá erfolgte 1405.

## Gemeindegliederung
Die Gemeinde Suchá besteht aus den Ortsteilen Beranovec (Porenz), Prostředkovice (Mitteldorf) und Suchá (Dürre).

## Sehenswürdigkeiten
- Befestigter mittelalterlicher Getreidespeicher in Prostředkovice
- Kapelle der hl. Dreifaltigkeit in Suchá, erbaut 1881